# Turcoaia
Turcoaia – wieś w Rumunii, w okręgu Tulcza, w gminie Turcoaia. W 2011 roku liczyła 3187 mieszkańców.